# Masetto
Masetto est un personnage de l'opéra Don Giovanni de Wolfgang Amadeus Mozart, composé sur un livret de Lorenzo Da Ponte.

## Personnage
Masetto est un personnage masculin de Don Giovanni (1787) de Mozart dont le rôle est écrit pour une voix de basse (ou de baryton).
Jeune paysan, il est le promis de Zerlina. Le jour même de ses noces, il voit sa fiancée lui échapper, séduite par Don Giovanni,.
Caractère typique de l'opera buffa, topos de la farce, à l'instar de ses ancêtres de la Commedia dell'arte, « il aimerait bien traiter sa belle avec la manière forte, mais il est aussi démuni de moyens devant la gentillesse de Zerlina que devant l'arrogance de don Juan, qui le rossera copieusement »,.
Pour Timothée Picard, il rappelle par plusieurs aspects Figaro : « ce n'est ni un benêt, ni un potentiel sans-culotte ».

## Rôle
Masetto est caractérisé par une musique « toujours fluide et spirituelle, souvent d'une franche gaieté, aussi bien lorsque Leporello, valet de don Juan, le force à quitter la place tandis que don Juan fait ouvertement la cour à sa fiancée (air : « Ho capito, signor sì ») », à l'acte I, « que lorsqu'il vient faire une scène de jalousie à Zerlina ou que, tout piteux et le corps encore endolori par les coups du séducteur, il se laisse consoler par sa belle ».

## Interprètes
Le rôle a été créé en 1787 par Giuseppe Lolli (qui jouait aussi le Commandeur),.